# هولیشوو
هولیشوو (به چکی: Holýšov) یک منطقهٔ مسکونی در جمهوری چک است که در ناحیه دوماژلیتسه واقع شده‌است. هولیشوو ۵٬۰۰۵ نفر جمعیت دارد.